# 杨家镇 (内江市)
杨家镇，是中华人民共和国四川省内江市东兴区下辖的一个乡镇级行政单位。

## 行政区划
杨家镇下辖以下地区：
团结社区、堰口村、熊家村、净居村、王家庵村、铁炉村、石盘村、龙滩村、观音井村、金银嘴村、二龙村、柏梨村、吴林村、清古岩村、斗笠湾村和长山顶村。